# Українська асоціація викладачів зарубіжної літератури
Українська асоціація викладачів зарубіжної літератури (УАВЗЛ) — громадське об'єднання вчителів зарубіжної літератури України, яке було створено в червні 1994 року. Асоціація активно співпрацювала з Творчим об'єднанням перекладачів Київської організації НСПУ, що його на той час очолював Чередниченко Дмитро Семенович та іншими підрозділами Національної спілки письменників України на чолі з Юрієм Мушкетиком. Метою утворення стало забезпечення нової на той час (запроваджена в 1992—1993 н. р.) навчальної дисципліни «Зарубіжна (світова) література» якісними україномовними перекладами світової класики. Очолює УАВЗЛ Ковбасенко Юрій Іванович, завідувач кафедри світової літератури Київського університету імені Бориса Грінченка, канд. філол. наук, професор.

## Історія створення
10 червня 1994 р. у Києві, на базі Київського міжрегіонального інституту вдосконалення вчителів ім. Б. Д. Грінченка (КМІУВ; нині — Київський університет імені Бориса Грінченка), відбулася Всеукраїнська Установча конференція, на якій було засновано Українську асоціацію викладачів зарубіжної літератури (УАВЗЛ), затверджено її Стутут і обрано керівні органи. Президентом УАВЗЛ було обрано Юрія Ковбасенка, а Вченим секретарем — Ірину Красуцьку, яка є також відповідальним секретарем Асоціації вчителів та викладачів української мови і літератури.
26 липня 1994 р. Міністерство юстиції України офіційно зареєструвало УАВЗЛ як Всеукраїнську громадську організацію. Тоді ж Мінюстом України було затверджено Статут УАВЗЛ і видано «Свідоцтво про реєстрацію об'єднання громадян» № 584 від 26.07.1994.
15 вересня 1994 р. УАВЗЛ стала колективним членом Української Асоціації клубів ЮНЕСКО. Протягом усього часу своєї діяльності УАВЗЛ завжди була й залишається відкритою для співпраці з іншими громадськими організаціями, об'єднаннями та державними органами, діяльність яких не суперечить її статутним засадам. Так, УАВЗЛ співпрацює з Асоціацією керівників шкіл України (президент — Олена Онаць); із Творчим об'єднанням перекладачів Національної спілки письменників України (голова — Дмитро Чередниченко (1994—2001 рр.), Всеволод Ткаченко (2002 р. — ц. ч.), із «Лабораторією ренесансних студій» Запорізького класичного гуманітарного університету (науковий керівник Лабораторії, Віце-президент УАВЗЛ Наталія Торкут; із Чернігівським ОІППО ім. К. Д. Ушинського (директори Віталій Скрипка (1994—2010) і Володимир Тандура (2010—2013), а також іншими організаціями та установами.

## Діяльність організації

### Початковий етап
У 1996 р. УАВЗЛ активно виступила проти запланованого МОНУ загальнодержавного експерименту — злиття двох навчальних предметів «Зарубіжна література» і «Українська література» в один предмет — «Література», що загрожувало не лише зниженням якості літературної освіти в Україні, а й суттєвим, понад 50 %, скороченням навчального часу на вивчення цих літератур, а відтак — і кількості ставок учителів зарубіжної і української літератур. Фактично, десятки тисяч вчителів-словесників з 1 вересня 1997 р. були приречені поповнити лави безробітних. Саме тоді в українській освіті зароджувалася хибна мода на переважно імітаційне її «реформування», котре мало на меті не стільки реальне підвищення якості освіти (як, наприклад, це насправді відбулося після запровадження ЗНО), скільки нав'язливу саморекламу освітянським керівництвом часто невмотивованих і необґрунтованих «новацій». Це стосується, зокрема, запровадження в середній школі (за рахунок скорочення навчального часу на викладання традиційних шкільних предметів, зокрема й «Зарубіжної літератури») екстра-інноваційних і неапробованих навчальних дисциплін на кшталт «Ейдетики», «Аксіології», «Етики», «Естетики» тощо, не забезпечених ані кадрово, ані науково-методично, до того ж переважно «ялових» у сенсі набуття учнями реально нових знань, умінь і навичок. Відтак УАВЗЛ неодноразово роз'яснювала МОНУ та широкій науково-педагогічній і батьківській громадськості, що високохудожні літературні твори, рекомендовані до вивчення якісними шкільними програмами з літератури, якраз і несуть в собі ті самі естетику, етику, аксіологію (шкалу жіттєвих цінностей та ідеалів), що їх намагаються «вштовхнути» до голови учня викладачі таких ходульно-абстрактних (у середній школі) навчальних дисциплін, як «Етика» чи «Естетика». На жаль, ці виступи УАВЗЛ тогочасне освітянське керівництво проігнорувало. Тому боротьбу за душу та інтелект молодих українців, тобто за їхню якісну літературну освіту (у тому числі за кількість навчального часу, відведеного на викладання «Зарубіжної літератури»), довелося трансформувати у форму відкритих звернень Асоціації до Президента України, Кабінету Міністрів і Верховної Ради України та МОНУ, аж до пікетування Міністерства освіти і науки України. Унаслідок об'єднання зусиль багатьох небайдужих учителів, науковців, батьків учнів, скоординованих УАВЗЛ, небезпечний експеримент МОНУ щодо злиття «Зарубіжної літератури» і «Української літератури» в один предмет «Література» тоді пощастило зупинити, а взаємопов'язане викладання зарубіжної і української літератур і зараз здійснюється традиційно — в компаративному ключі (напр., «Енеїда» І. Котляревського зіставляється з «Енеїдою» Вергілія на уроках як української, так і зарубіжної літератур). А тисячі висококваліфікованих педагогів — учителів зарубіжної і української літератури — на щастя, не стали безробітними.

### Проведення Всеукраїнських конкурсів
У 1997 р., попри несприятливі суспільні умови: глибоку економічну кризу, гіперінфляцію та постійне недофінансування освіти (зокрема — хронічну невиплату зарплат учителям і вимушеного відтоку їх зі школи), УАВЗЛ ініціювала, організувала та провела Перші Всеукраїнські конкурс «Учитель зарубіжної літератури сільської школи» і огляд «Методист зарубіжної літератури». Ці Конкурс і Огляд стали значним кроком уперед на шляху підвищення якості літературної освіти та методичної роботи, утвердження нового на той час предмета «Зарубіжна література», вияскравивши цілу плеяду талановитих учителів і методистів з усієї України, об'єднавши фаховими зв'язками педагогів з різних куточків держави, що сприяло зміцненню соборності України. Переможцями Конкурсу-97 стали: Анатолій Андронік (Івановецька ЗОШ Кельменецького р-ну Чернівецької обл.); Олена Бєздєнєжних (Чаруківська ЗОШ Волинської обл.); Богдан Береза (Супранівська ЗОШ Підволочицького р-ну Тернопільської обл.); Світлана Бусел (Козлиничівська ЗОШ Ковельського р-ну Волинської обл.), С. Бусел згодом стала кандидатом філологічних наук); Марія Вовк (Побужанська ЗОШ Бузького р-ну Львівської обл.); Ірина Гвоздкова (ЗОШ № 3 м. Узин Білоцерківського р-ну Київської обл.); Валерій Жванко (Попельнястенська ЗОШ Олександрійського р-ну Кіровоградської обл.); Олександр Каєнко (Новоукраїнська ЗОШ № 7 Кіровоградської обл.); Ольга Лобода (Хмелівська ЗОШ Роменського р-ну Сумської обл.); Юрій Писаренко (Семенівська ЗОШ Пологівського р-ну Запорізької обл.); Тетяна Середюк (Саджавська ЗОШ Богорадчанського р-ну Івано-Франківської обл.); Олександр Янчук (Великокунинецька ЗОШ Збаразького р-ну Тернопільської обл.). Переможцями Огляду-97 стали: Єлизавета Бобровська (м. Київ), Лідія Зіневич (Тернопільська обл.), Людмила Ковальова (Львівська обл.), Ольга Корнєва (Одеська обл.), Валентина Мартинюк (Сумська обл.), Валентина Муратова (Запорізька обл.), Інеса Переденко (Кіровоградська обл.), Тамара Недайнова (Луганська обл.). Конкурс «Учитель зарубіжної літератури сільської школи-1997» став прообразом і «генеральною репетицією» Всеукраїнських конкурсів «Учитель року» в номінації «зарубіжна/світова література». Так, його переможці Олександр Каєнко і Олександр Первак стали відповідно переможцем і лауреатом І Всеукраїнського конкурсу «Учитель року-2001» в номінації «зарубіжна література» (наявні оригінали документів Конкурсу і Огляду).

### Роль у створенні нормативної бази предмету «Зарубіжна література»
Від 1997 р. УАВЗЛ долучилася до вдосконалення куррикулум у викладання зарубіжної літератури. Зокрема, в 1997 р. було розроблено «Державний стандарт літературної освіти», експериментальну програму «Зарубіжна література. 5-11 класи» та ін. документи (наявні оригінали зазначених документів, а також схвальні рецензії на них міжнародних експертів, завізовані керівництвом МОНУ). У 1998 р. за активної участі членів УАВЗЛ розроблено й запроваджено до загальнодержавного функціонування навчальну програму «Зарубіжна література. 5-11 класи» (Київ, видавництво «Перун», 1998). Унаслідок цього в Україні вперше було запроваджено варіативність програм із зарубіжної літератури, оскільки від 1992 р. (тобто від часу започаткування предмета «Зарубіжна література») і до 1997 р. в Україні функціонувала одна-єдина безальтернативна загальнодержавна програма авторського колективу проф. Кіри Шахової).

### Роль у формуванні викладацької структури
У 1995 р. за активної участі УАВЗЛ у КМІУВ ім. Б. Д. Грінченка було відкрито перший в Україні «Факультет зарубіжної літератури» (декан — Юрій Ковбасенко), де пройшли повний курс навчання та отримали другу вищу освіту і кваліфікацію «учитель зарубіжної літератури» сотні педагогів (переважно колишніх вчителів російської мови і літератури, яким через радикальне скорочення навантаження загрожувало безробіття) шкіл м. Києва і Київської області. Цей напрям роботи УАВЗЛ мав на меті, зокрема, зняти гостроту проблеми атестації вчителів зарубіжної літератури: УАВЗЛ, як і багато місцевих методичних органів, клопоталася перед МОНУ про дозвіл атестувати колишніх учителів російської мови і літератури як учителів зарубіжної літератури, що й робилося на місцях більш-менш безконфліктно. Проте багато педагогів столиці й столичної області, котрі вже мали фах «учитель російської мови і літератури» (а також бібліотекарів, і навіть інженерів) виявило бажання здобути фах «учитель зарубіжної літератури», що й дозволяв зробити згаданий факультет. Тоді був розповсюджений міф про те, що будь-який учитель російської літератури вже апріорі, автоматично повністю готовий до викладання літератури зарубіжної, оскільки нефахівцям важко збагнути, що, з одного боку, російська література, і, з другого боку, зарубіжна література (фактично, всесвітня: від Гомера до наших днів, від Японії до Латинської Америки), співвідносилися між собою приблизно так, як одна клітинка таблиці Менеделеєва з усією цією таблицею. Викладацький склад факультету був таким: античну літературу викладав проф. Вадим Пащенко, американську — проф. Тамара Денисова, слов'янські — проф. Юлія Булаховська, французьку і німецьку — проф. Борис Буніч-Ремізов, іспанську і латиноамериканську — проф. Маргарита Жердинівська, спецкурси — проф. Дмитро Наливайко та ін. Багато випускників факультету зарубіжної літератури КМІУВ ім. Б. Д. Грінченка досягли вагомих фахових результатів: так, Ірина Кузьменчук очолює методичну роботу зі вчителями зарубіжної літератури в Київського університету імені Бориса Грінченка; Лариса Богдан працює в Інституті інноваційних технологій і змісту освіти МОНУ; Ніна Головченко захистила кандидатську дисертацію і працює доцентом Європейського університету, багато випускників очолюють методооб'єднання, беруть активну участь у фахових конкурсах, методичній роботі в Києві й Київській області, районах, школах.

### Видавнича та перекладацька діяльність
Протягом 1998—2003 рр. з метою оперативної науково-методичної допомоги вчителям-практикам УАВЗЛ спільно з КГОВЦ «Полікультурний світ» (голова — Ігор Ненько) видавали щоквартальник «Тема. На допомогу вчителю зарубіжної літератури», у 20 числах якого видруковано найактуальніші художні тексти та методичні матеріали.
Від 1998 р. спільно з Творчим об'єднанням перекладачів (голова — Дмитро Чередниченко — дом) Національної спілки письменників України (голова — Юрій Мушкетик) УАВЗЛ організувала переклад українською мовою неперекладених на той час або найдефіцитніших програмових зарубіжних літературних творів найкращими перекладачами України (Дмитром Чередниченком, Мироном Борецьким (див.: Борецький Мирон Іванович), Марією Габлевич, Анатолієм Гризуном, Андрієм Грязновим, Іваном Дзюбом, Ростиславом Доценком, Володимиром Житником, Галиною Кирпою, Михайлом Литвинцем, Олександром Мокровольським, Михайлом Москаленком, Соломією Павличко, Андрієм Содоморою, Максимом Стріхою, Всеволодом Ткаченком та ін.), активно співпрацювала зі спадкоємцями Григорія Кочура, відповідно директором і заступником директора меморіального Музею Г. П. Кочура в Ірпіні, його сином і невісткою — Андрієм Григоровичем і Марією Леонідівною Кочурами. Зокрема, до 400-ліття з дня народження великого іспанського письменника М. Литвинцем було здійснено переклад філософської драми П. Кальдерона «Життя — це сон»; Ростиславом Доценком — переклад психологічного есе Джеймса Джойса «Джакомо Джойс» і роману Генрі Філдінга «Історія Тома Джонса, знайди»; Галиною Кирпою — переклад роману Кнута Гамсуна «Пан» і його ж новели «Смерть Ґлана» та ін.). Ця титанічна праця українських майстрів перекладу щодо забезпечення викладання зарубіжної літератури в школах України неодноразово відзначалася посольствами зарубіжних країн в Україні.
1998—2003 роки — метою допомоги вчителям-практикам УАВЗЛ започатковано та видано серію «Бібліотечка словесника», де, зокрема, надруковано: «Зошити для тестових робіт із зарубіжної літератури» для 5, 6, 7, 8, 9, 10, 11 класів (які превентивно готували учнів до майбутнього ЗНО; автор Олександр Первак — 0971341897); хрестоматії із зарубіжної літератури: «Від Античності до класицизму» (8 кл.), «Просвітництво. Романтизм» (9 кл.), «Реалізм. Ранній модернізм» (10 кл.), «Від авангарду до постмодернізму» (11 кл.).

### Методична робота
Від часу заснування (1994) УАВЗЛ постійно проводить з учителями-практиками та працівниками методичних служб усієї України (Буковини, Дніпропетровщини, Кіровоградщини, Київщини, Луганщини, Львівщини, Миколаївщини, Одещини, Полтавщини, Рівненщини, Херсонщини, Черкащини, Чернігівщини та ін.) актуальні виїзні семінари, конференції, творчі зустрічі тощо. З поміж останніх заходів, у грудні 2013 — квітні 2014 рр. УАВЗЛ спільно з «Лабораторією ренесансних студій» провели Всеукраїнський конкурс для вчителів світової літератури «Шекспірівський урок 2014» (модератор — Наталія Торкут). Крім того, УАВЗЛ організовує наукові, науково-практичні конференції та семінари. Так, на базі КМІУВ ім. Б. Д. Грінченка УАВЗЛ провела Міжнародну науково-практичну конференцію «Актуальні проблеми науково-методичного забезпечення викладання зарубіжної літератури в навчальних закладах України» (2001) і Міжнародну наукову конференцію «Літературний дискурс: генезис, рецепція, інтерпретація (літературознавчий, культурологічний і методичний аспекти)» (16-17.10.2003). Нині наукові форуми з ініціативи і за участю УАВЗЛ постійно проводяться як на базі Київського університету імені Бориса Грінченка, так і на місцях.
Однією з перспективних форм роботи з учителями-практиками є «Чернігівські зустрічі», що їх проводять УАВЗЛ спільно з Чернігівським ОІППО ім. К. Д. Ушинського. «Чернігівські зустрічі» відбувалися у 2006—2013 рр. щороку, на початку липня (модератори Анатолій Гальонка , Тетяна Матюшкіна). У цьому загальнодержавному форумі педагогічної майстерності взяли участь найкращі вчителі зарубіжної літератури України, переможці і лауреати Всеукраїнських конкурсів «Учитель року» в номінації «зарубіжна/світова література»: Заслужений учитель України, учитель-методист Гончарівської гімназії Чернігівської обл. Валентина Мележик; учитель-методист природничо-математичного ліцею м. Сміли Черкаської обл. Ірина Хроменко; учитель-методист Карлівської гімназії ім. Надії Герасименко, завідувач Карлівського РМК Полтавської обл. Ольга Сутула; учитель-методист, заступник директора з науково-методичної роботи Щасливського НВК Бориспільського р-ну Київської обл. Ірина Тригуб; Заслужений учитель України, учитель-методист НВО «Олександрійська гімназія ім. Т. Г. Шевченка — ЗНЗ І-ІІ ступенів — школа мистецтв» Кіровоградської обл. Лариса Ціпов'яз; Заслужений учитель України, учитель-методист гімназії № 143 Мінського р-ну м. Києва Ольга Невмержицька; учитель-методист Троянської ЗОШ Голованівського р-ну Кіровоградської обл. Світлана Бак; старший учитель Колиндянської ЗОШ Чортківського р-ну Тернопільської обл., Учений секретар УАВЗЛ Світлана Дячок. Усі вони мали унікальну можливість фахового й особистісного спілкування з педагогічним активом Чернігівщини та найкращими словесниками України, переможцями та лауреатами Всеукраїнського конкурсу «Учитель року» в номінації «українська мова та література» Сергієм Ковальчуком (Овруч), Сергієм Омельчуком (Херсон), Євгеном Романюком (Львів), Ольгою Рудницькою (Луцьк) та ін.
14 червня 1999 р. УАВЗЛ організувала та провела доброчинну акцію «Конкретна допомога — конкретному вчителю», яка полягала у безкоштовному забезпеченні усіх учителів зарубіжної літератури одного з районів України (найпроблемнішого з точки зору виплати зарплати вчителям) повного комплекту навчально-методичних матеріалів із зарубіжної літератури. За клопотанням МОНУ ця акція відбулася в Новгород-Сіверському районі Чернігівської області.
10 липня 2002 р. — Державним комітетом інформаційної політики, телебачення та радіомовлення України УАВЗЛ унесено до Державного реєстру видавців, виготівників і розповсюджувачів видавничої продукції.

### Роль у боротьбі за збереження предмету «Зарубіжна література»
У 2004 р. УАВЗЛ знову активно виступила проти чергового запланованого МОНУ суттєвого (понад 50 %) скорочення навчального часу на викладання зарубіжної літератури в 12-річній школі. На викладання «Зарубіжної літератури» у 5-9 класах мало залишитися по 1 уроку на тиждень (як на факультатив), а в 10-12 цей предмет, залежно від профілю навчання, міг зникнути взагалі. Під загрозою знову опинилася не лише якість літературної освіти України, а й долі тисяч учителів, оскільки в разі реалізації цих хибних планів МОНУ приблизно 15 тисяч словесників потрапляли б під скорочення. Тому УАВЗЛ знову розпочала активну роз'яснювальну роботу про неприпустимість нищення цього важливого світоглядного предмета. Проте МОНУ вкотре проігнорувало ці перестороги. Тож УАВЗЛ знову включилася в боротьбу за предмет «Зарубіжна література», що передбачено її Статутом. Зокрема, Віце-Президент УАВЗЛ, Заслужений Вчитель України Юрій Чухненко пояснив усю небезпеку такого невмотивованого кроку освітянських чиновників тодішньому Держсекретарю України Олександрові Зінченку. Після чисельних і активних виступів широких кіл педагогічної громадськості, у тому числі членів УАВЗ, аж до пікетування МОНУ, щойно призначений Міністр Станіслав Ніколаєнко підписав наказ № 145 «Про затвердження Типових навчальних планів загальноосвітніх навчальних закладів 12-річної школи», де на вивчення «Зарубіжної літератури» було поновлено 2 уроки на тиждень, а не 1 урок, як це планувалося до згаданих виступів УАВЗЛ і широких освітянських кіл. Отже, цей черговий небезпечний експеримент МОНУ було знову відмінено, тож, на щастя, приблизно 15 тисяч учителів зарубіжної літератури не поповнили лав безробітних.
У 2005 р. УАВЗЛ укотре активно виступила проти запланованого МОНУ суттєвого (на 50 % відсотків) скорочення навчального часу на вивчення зарубіжної літератури, цього разу в спеціалізованих школах і класах з поглибленим вивченням англійської та інших іноземних мов, де згідно з новим Типовим планом (наказ МОНУ № 291 від 13.05.2005 р.) викладання «Зарубіжної літератури» планувалося скоротити до 1 уроку на тиждень. Після активного втручання УАВЗЛ ситуацію було виправлено і години на викладання зарубіжної літератури поновлено до 2 уроків на тиждень, учні шкіл і класів із поглибленим вивченням англійської та інших іноземних мов поновили своє право на повноцінну літературну освіту, а вчителі-словесники цих шкіл не позбулися роботи.
15 жовтня 2012 р. на клопотання УАВЗЛ Міністерство освіти і науки України суттєво розширило перелік спеціальностей ВНЗ, для вступу на які зараховуються сертифікати ЗНО зі «Світової літератури» як альтернатива сертифікатам з іноземної мови та історії, що не лише підвищило авторитет предмета «Світова література», а й дало шанс уступу до ВНЗ випускникам сільських шкіл, котрі гарно знають літературу, але в школах яких повноцінне викладання іноземних мов було проблематичним (наявний лист УАВЗЛ в МОНУ).
06.01.2012 за клопотанням ініціативної групи переможців і лауреатів Всеукраїнських конкурсів «Учитель року» в номінації «зарубіжна/світова література» (С. Бак, О. Каєнко, С. Дячок, О. Невмержицька, О. Свінцицька, А. Дзик, Т. Середюк, М. Яременко, О. Чоловська, Н. Холодюк) створено «Клуб учасників конкурсу „Учитель року“ в гуманітарних номінаціях» як структурний підрозділ УАВЗЛ (Голова Клубу, член Президентської ради УАВЗЛ — Світлана Бак — ; радник по зв'язках із громадськістю — Валентина Кодола; член правління, радник Президентської ради УАВЗЛ з питань інформаційної політики — Марина Вітко). Клуб уже зарекомендував себе як активне та дійове об'єднання фахівців найвищого ґатунку, котре користується заслуженим авторитетом у широкого учительського та наукового загалу. Так, за час свого функціонування за ініціативою і активної участі членів Клубу проведено низку цікавих і корисних загальноукраїнських заходів, зокрема науково-практичних семінарів і конференцій: «Імагологічні аспекти викладання світової літератури» (08.11.2012, с. Колиндяни Чортківського р-ну Тернопільської обл., модератор — учений секретар УАВЗЛ, член правління Клубу Світлана Дячок); «Михайло Булгаков: Urbi et Orbi» (29-30.03.2013, Київ; модератори — доценти кафедри світової літератури Гуманітарного інституту Київського університету імені Бориса Грінченка Галина Шовкопляс і Тетяна Тверітінова); «Уроки Миколи Гоголя» (29-30.10.2013, м. Кременчук Полтавської обл., модератор — Ірина Горобченко); «Тарас Шевченко і український літературний канон» (15-16.05.2014, с. Шендерівка, Корсунь-Шевченківського р-ну Черкаської обл., модератор — Валентина Кодола)
Українська асоціація викладачів зарубіжної літератури систематично сприяє розвитку фахового росту педагогів. Разом із журналом «Зарубіжна література в школах України», консультативно-тренінговим центром «Педагог» впродовж березня-лютого 2011—2012 рр. та квітня-лютого 2012—2013 рр. організовано роботу дистанційних тренінгів для викладачів української мови та літератури і світової літератури «Сучасні підходи до організації уроку світової літератури» та «Типи аналізу художнього твору, адаптовані до шкільної практики» (тренер — вчитель-методист Ірина Хроменко)

## Всеукраїнська гра «Sunflower»
У 2016 році метою впровадження нових форм роботи з обдарованою учнівською молоддю та розвитку творчих здібностей учнів Українською асоціацією викладачів зарубіжної літератури спільно з Творчим об'єднанням «Соняшник» розроблено концепцію проведення щорічної Міжнародної гри зі світової (української і зарубіжної) літератури «Sunflower» для учнів 1-11 класів загальноосвітніх та професійно-технічних навчальних закладів.